# Königsturm (Schwäbisch Gmünd)

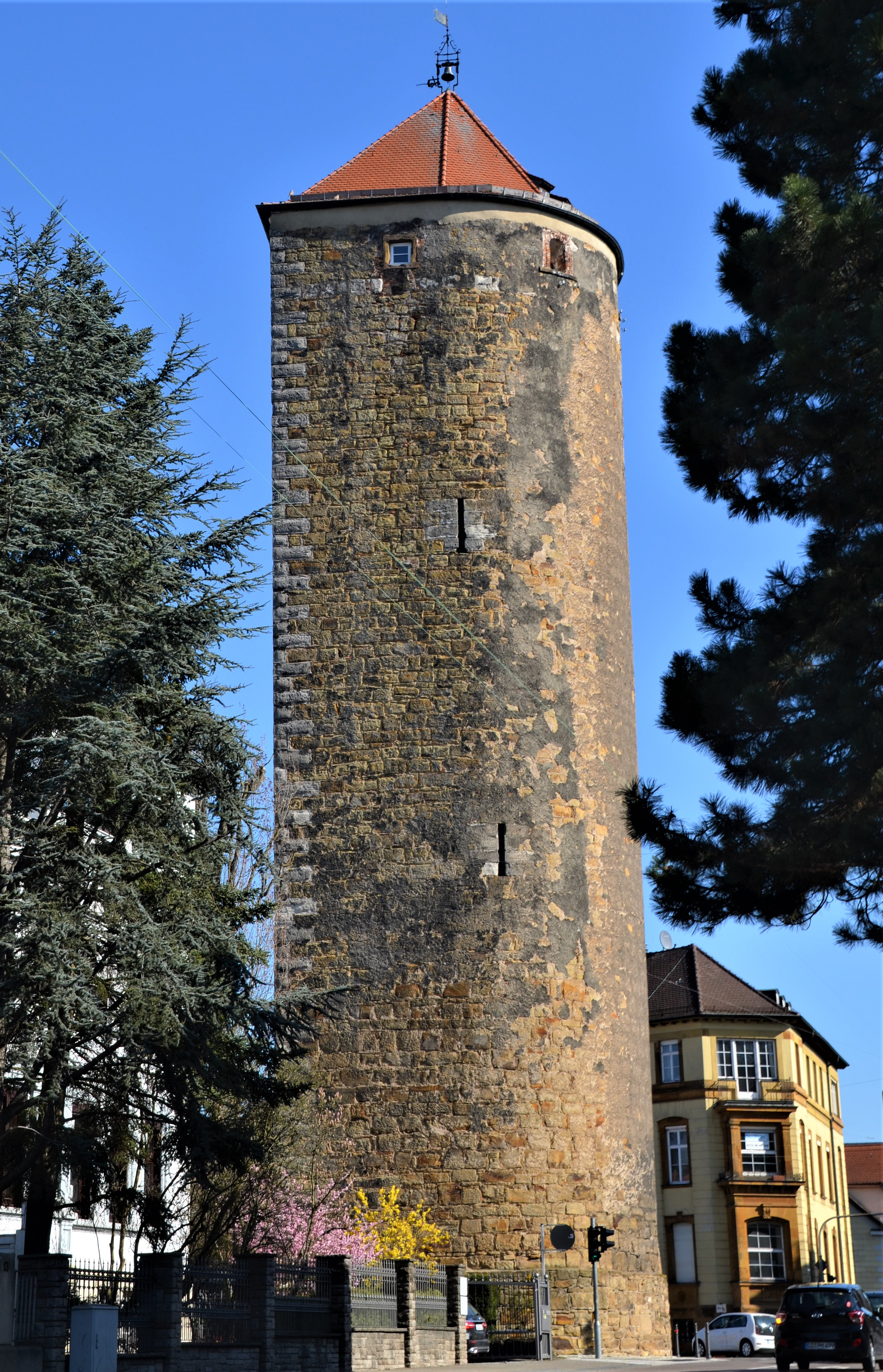
Königsturm von Westen

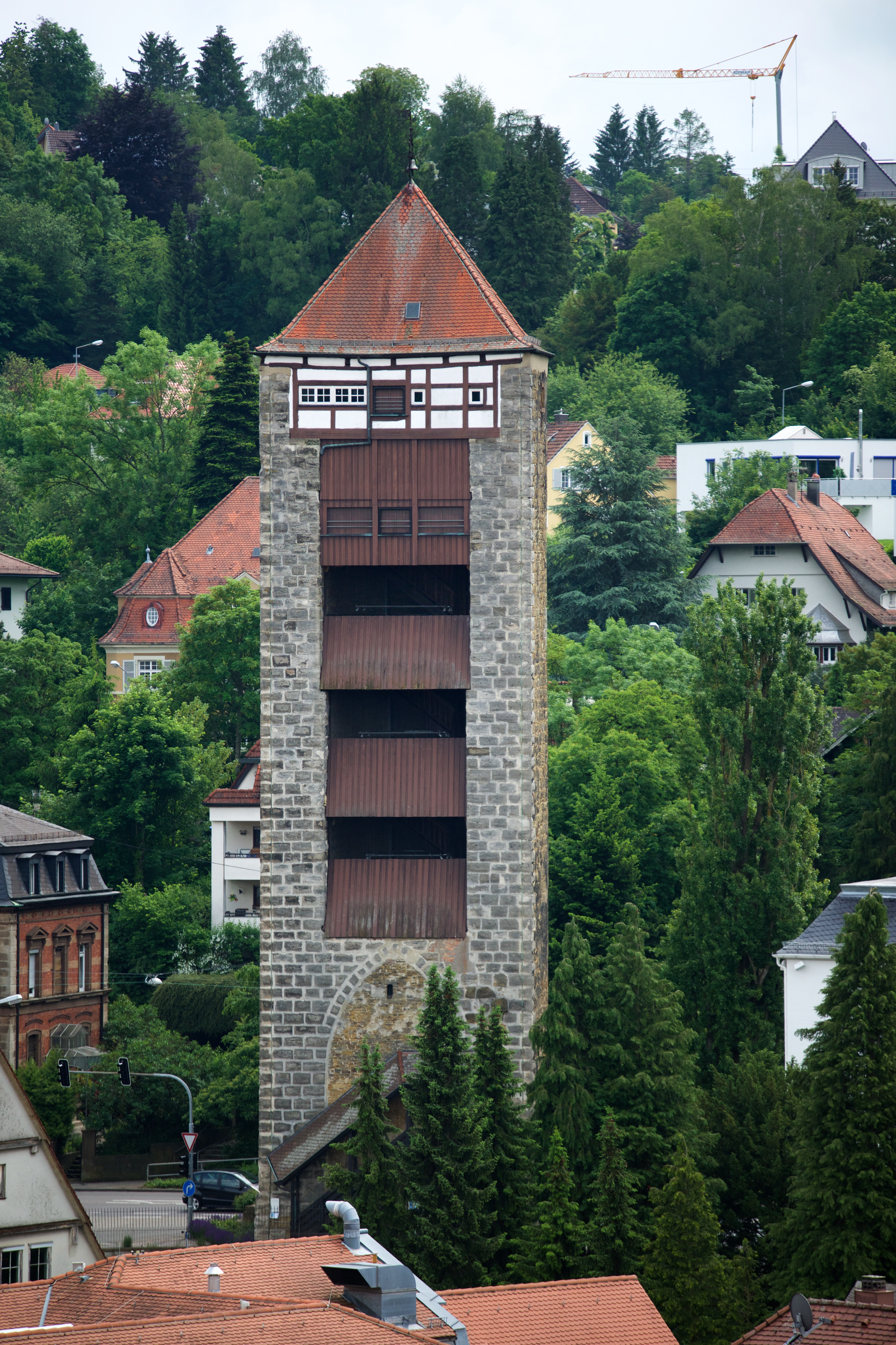
Königsturm von Norden (Altstadt-Ansicht)

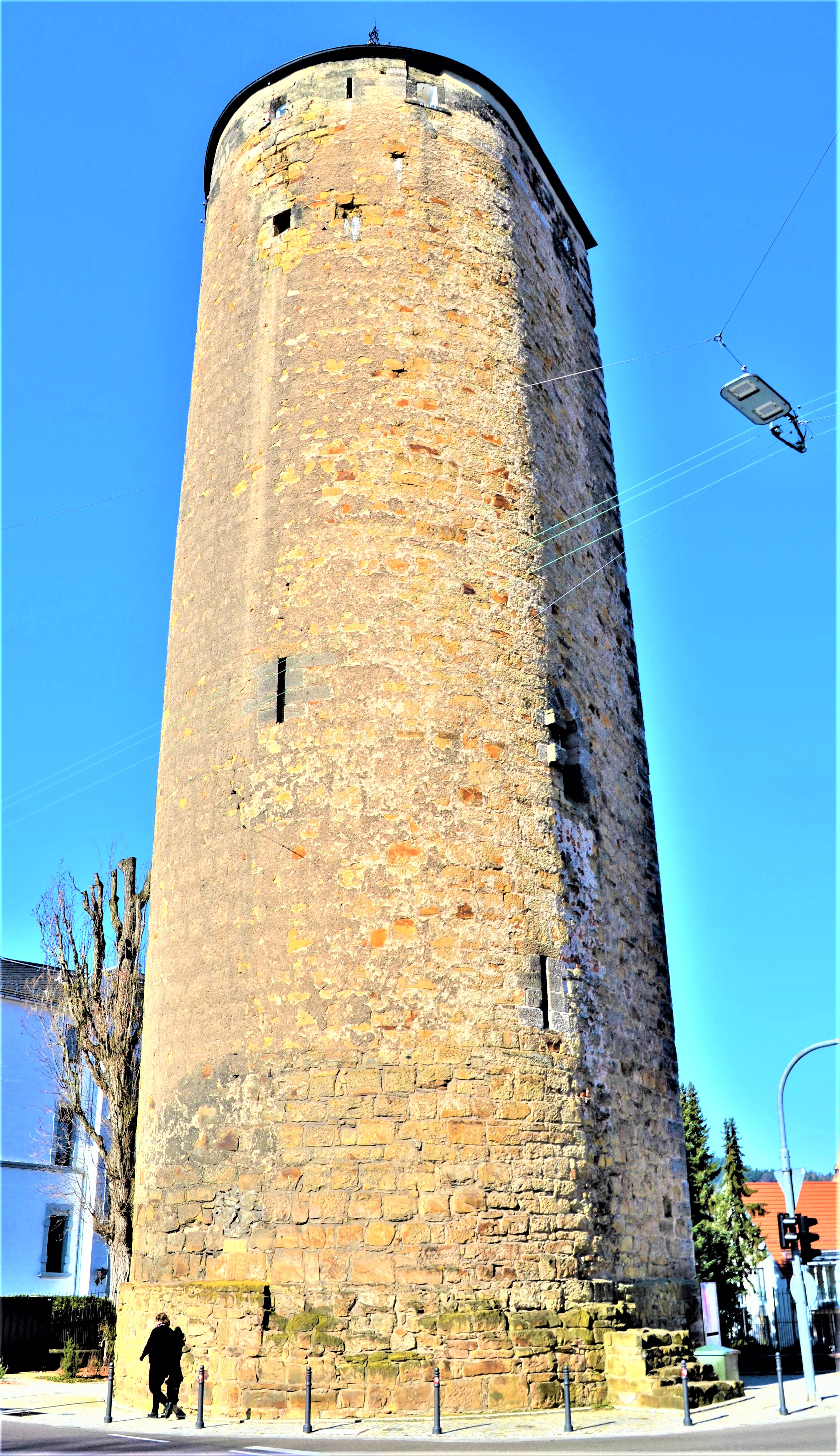
Südansicht von der Königsturmstraße aus

Der Königsturm war ein Element im südlichen Teil der äußeren Stadtbefestigung von Schwäbisch Gmünd. Aufgrund seiner erhöhten Stellung am Hang des Zeiselbergs und seiner Höhe von über 40 Meter ist er ein markanter Punkt im Stadtbild der Altstadt.

## Geschichte
Der Königsturm nimmt von der Form und seiner Höhe von über 40 Meter sowie der Mächtigkeit seiner Außenwände mit 2,6 Metern eine Sonderstellung unter den Gmünder Stadttürmen ein. Er wurde wohl Anfang des 15. Jahrhunderts zwischen 1405 und 1407 erbaut. Die erste urkundliche Bezeugung des Wehrturmes ist auf das Jahr 1502 datiert. Für 1530 und 1531 sind Blitzeinschläge überliefert, die 1530 auch zu einem Dachstuhlbrand führten. 1569 wurde der Königsturm teilweise neu aufgebaut, wobei neben neuen Materialien zum Teil auch altes Gebälk, wohl aus der Bauzeit, zum Einsatz kam. Diese Ausbesserungen könnten im Zusammenhang mit den Kampfhandlungen und der Belagerung zur Zeit des Schmalkaldischen Krieges stehen. Nochmalige Reparaturen wurden 1617 notwendig, nachdem wieder einmal der Blitz in den Turm eingeschlagen war.
Im 17. und 18. Jahrhundert wurde der Königsturm als Gefängnis genutzt. Aus dieser Zeit stammen auch die Putzeinritzungen im Untergeschoss, die auf 1660 und 1665 datiert sind.
Der Turm, der zugleich als Feuerwachturm diente, war bis Mitte des 20. Jahrhunderts bewohnt. 1975 nahm sich der Verein Alt-Gmünd dem Turm an, der sich zu dieser Zeit in einem schlechten Zustand präsentierte und renovierte diesen zwischen 1975 und 1982. 1976 wurde von Hans Häfele aus Geislingen an der Steige eine neue Eingangstür nach Vorbild einer solchen auf der Kaiserburg Nürnberg geschaffen. 1982 wurde schließlich eine neue Außentreppe angebaut. Der Verein macht den Turm bis heute für Besucher zugänglich. Im Frühjahr 2015 wurden, nachdem durch Abrissarbeiten in der Nachbarschaft große Freiflächen entstanden waren, mit einer Hebebühne Reinigungs- und Ausbesserungsarbeiten am Turm vorgenommen.

## Glocke
Die heutige Glocke wurde 1975/1976 gegossen und auf der Spitze des Königsturms installiert. Die Vorgängeraufhängung mit Wetterfahne wurde in das Museum im Prediger in Schwäbisch Gmünd überführt. Die neue Glocke ersetzte eine Glocke von Heinrich Kurtz aus Stuttgart, die 1855 gegossen wurde und damit im Vergleich mit der ebenfalls 1942 abgegebenen Glocke des Fünfknopfturms (von 1531) deutlich jünger war. Die abgegebene Glocke hatte eine Höhe von 48 cm und einen Durchmesser von 57 cm. Sie trug die Umschrift: gegeossen von Heinrich Kurtz in Stuttgart 1855.
Die Glocken auf diesen Stadttürmen dienten als Feuerglocken früher hauptsächlich dazu, auf einen Brand aufmerksam zu machen.

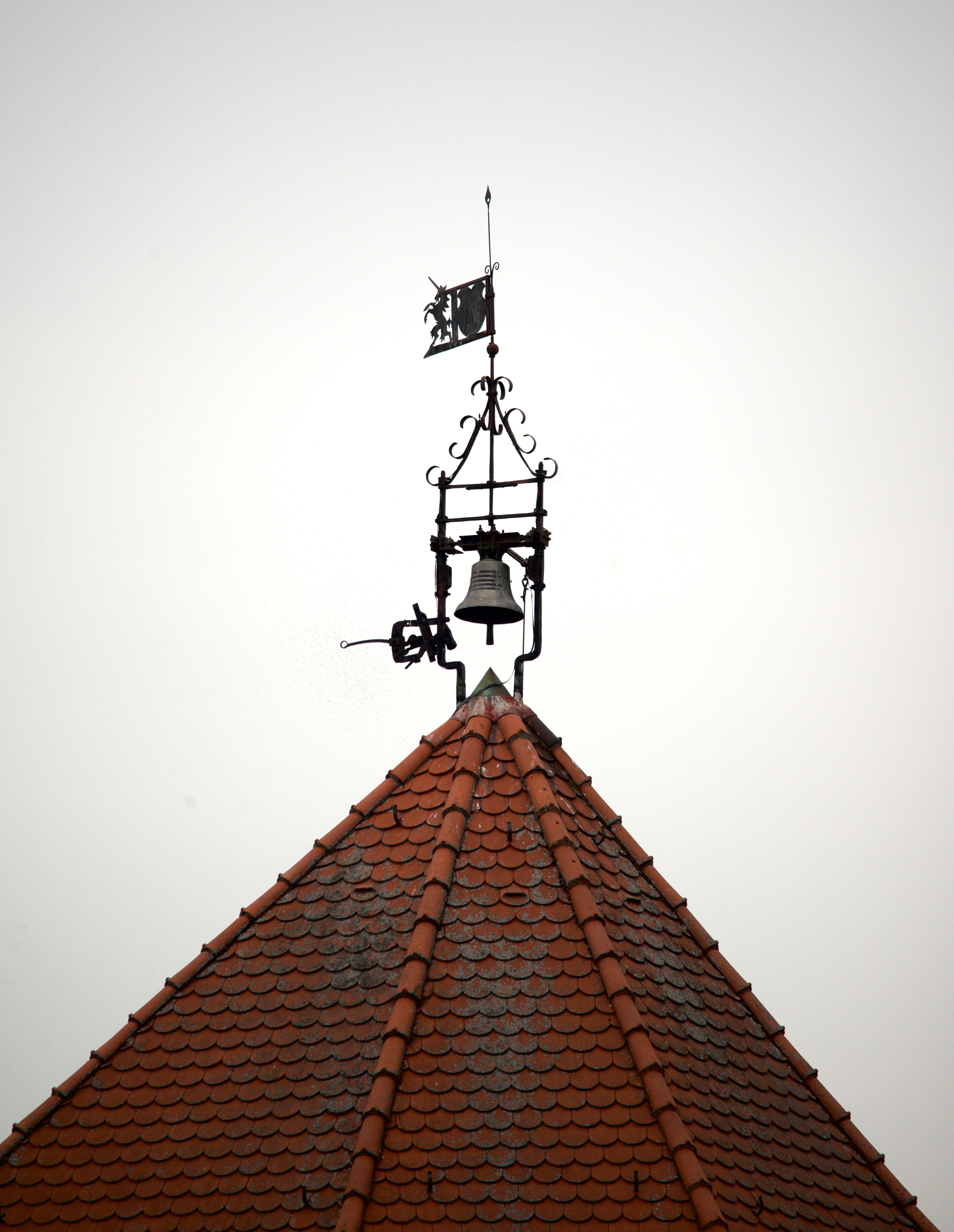
Glocke auf dem Königsturm
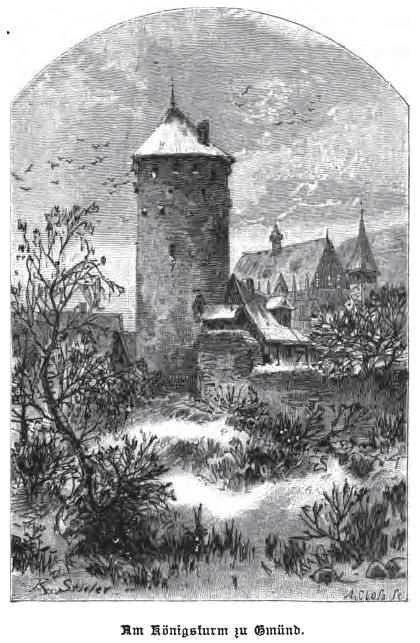
Historische Abbildung von 1887 bei Paulus/Stieler, Aus Schwaben, 1887